# Kariljon
Kariljon (francosko: [kaʁijɔ̃]) tudi melodično zvonovje je glasbeni instrument, ki je običajno nameščen v zvoniku cerkve ali stolpu mestne hiše. 
Glasbilo je sestavljeno iz vsaj 23 litih bronastih, kromatično uglašenih zvonov, pri katerem se prenos udarca kladiv ali kembljev ob zvon in se melodije izvajajo preko klaviature, z mehanskim ali elektromehanskim prenosom, ali pa se izvajajo z avtomatom, lahko tudi z elektronskim programom.
Zvonovi ustvarijo melodijo ali pa skupaj zvenijo kot akord. Tradicionalni ročni kariljon se igra z udarjanjem na palčkam podobni tipkovnici in s stopali na pedalno tipkovnico. Tipke mehansko aktivirajo ročice in žice, ki se povezujejo s kovinskimi kladivci (kembeljni), ki udarijo v notranjost zvončkov, kar omogoča izvajalcu na zvoncih ali carillonneurju / carillonistu, da spreminja intenziteto not glede na silo, ki jo pritisne na ključ.
Čeprav se nenavadne prave resnične kariljone občasno prilegajo gledališkim orglam (namesto kovinskih palic ali zvoncev, ki se pogosteje uporabljajo za simulacijo), na primer orgle Christie, nameščene v kinu Odeon Marble Arch v Londonu. Kariljonski instrument z manj kot 23 zvonovi se imenuje chime (zvonci za pritrkavanje).
Največji kariljon na svetu s 120 zvonovi je v palači Mafra na Portugalskem.
Kariljon je drugo najtežje glasbilo od vseh obstoječih in se uvršča le za največje orgle s cevmi. Najtežji kariljon na svetu (v cerkvi Riverside v New Yorku) tehta več kot 91 ton, medtem ko orgle Wanamaker v Filadelfiji tehtajo 260 ton.
Beseda carillon naj bi izvirala iz francoske quadrillon, kar pomeni štirje zvonovi. V nemščini se kariljon imenuje tudi Glockenspiel.

## Slike
- Salzburška kariljonska naprava za predvajanje avtomatske glasbe, s 7940 luknjami za nastavitvene vijake.
- Naprava za predvajanje avtomatske glasbe na kariljonu znotraj zvonika, v Gentu, Belgija
- Sodobna kariljonska tipkovnica z večino zaprtega mehanizma.
- Kariljonner Brian Swager igra na zgodovinsko glasbilo Amédée Bollée v Perpignanski stolnici.
- 64-zvonski kariljon Rouenske stolnice v stolpu Saint-Romain tehta 36 ton